# Вір (округ)
Округ Вір (фр. Arrondissement de Vire) — округ у Франції, в департаменті Кальвадос. 2023 року округ об'єднував 44 муніципалітети, населення становило 71 194 особи.
Адміністративний центр (супрефектура) — Вір-Норманді.

## Муніципалітети
Список муніципалітетів округу та їхні коди INSEE:
1. Амає-сюр-Сель (14007)
2. Боменій (14054)
3. Боннмезон (14084)
4. Бремуа (14096)
5. Валь-д'Аррі (14475)
6. Валь-де-Дром (14672)
7. Вальдальєр (14726)
8. Вілле-Бокаж (14752)
9. Віллі-Бокаж (14760)
10. Вір-Норманді (14762)
11. Дьялан-сюр-Шен (14347)
12. Епіне-сюр-Одон (14241)
13. Каань (14120)
14. Кампаньоль (14127)
15. Комон-сюр-Ор (14143)
16. Конде-ан-Норманді (14174)
17. Курводон (14195)
18. Ла-Віллетт (14756)
19. Ланд-сюр-Ажон (14353)
20. Ландель-е-Купіньї (14352)
21. Ле-Лож (14374)
22. Ле-Меній-о-Грен (14412)
23. Ле-Меній-Робер (14424)
24. Ле-Мон-д'Оне (14027)
25. Лонвілле (14379)
26. Малерб-сюр-Ажон (14037)
27. Мезонсель-Пельве (14389)
28. Мезонсель-сюр-Ажон (14390)
29. Мон-ан-Бессен (14449)
30. Ну-де-Сьєнн (14658)
31. Орсель (14011)
32. Парфурю-сюр-Одон (14491)
33. Периньї (14496)
34. Пон-Белланже (14511)
35. Понтекулан (14512)
36. Селлін (14579)
37. Сен-Дені-де-Мере (14572)
38. Сен-Луе-сюр-Сель (14607)
39. Сен-П'єрр-дю-Френ (14650)
40. Сент-Марі-Утр-л'О (14619)
41. Сент-Обен-де-Буа (14559)
42. Сулевр-ан-Бокаж (14061)
43. Терр-де-Дрюанс (14357)
44. Трасі-Бокаж (14708)